# St.-Jakobs-Hospital (Trier)
Das St.-Jakobs-Hospital in Trier war im Mittelalter ein Hospital, dessen Joche der Hospitalskirche von 1360 vor Kurzem restauriert wurden. Heute befindet sich in den Räumlichkeiten des St.Jakobs-Hospital eine Kunstgalerie.
Die Anfänge des Hospitals sind ungeklärt. Schon 1711 berichtet der Rat der Stadt Trier an die Kurfürstliche Regierung in Ehrenbreitstein, „dass wegen fehlender älterer Urkunden nicht gesagt werden könne, wann das Hospital seinen Anfang genommen, allen Muthmassungen nach jedoch schon vor neun und mehreren Saeculis.“ Der Stadtrat verlegt also die Hospitalsgründung in die Zeit um 800. Die erste Erwähnung des Spitals findet sich in einem Testament aus den Jahren um 1185. Wir erfahren vom Erblasser, dass er „bei dem heiligen Jakobus“ wohnt“. Man kann annehmen, dass unter dem Patronat des hl. Jakobus wie in anderen Städten sich im Verlauf des 11. Jahrhunderts auch in Trier eine Bruderschaft gebildet hat. Die Aufgabe dieser St.-Jakobs-Bruderschaft war es, „arme und kranke Pilgrime auf ihrer Wallfahrt nach Rom oder San Jago de Compostella zu beherbergen und zu pflegen. Später kam die Aufnahme der Armen der Stadt hinzu. Das Hospital wird also ohne formelle Stiftung aus kleinen Anfängen entstanden sein.“
1239 nimmt Papst Gregor IX. Meister und Brüder des Hospitals unter seinen Schutz. Der Wortlaut der Urkunde ist erhalten im sogenannten „Schwarzen Buch“ des Hospitals.- Der schwarze Ledereinband gab der Urkundensammlung ihren Namen. Das segensreiche Wirken des Hospitals für die Armenpflege – das es hier nicht zu beschreiben gilt – findet sein Ende mit der französischen Revolution 1794. Nach dem Besuch Kaiser Napoleons 1804 werden die Trierer Hospitäler auf Verlangen der Stadtväter zusammengefasst zur Stiftung der „Vereinigten Hospitien“ im ehemaligen St.-Irminenkloster. Auch über die Gebäude des Hospitals sind die Nachrichten recht spärlich. Schon das erste Hospitalsgebäude stand an der Stelle des jetzigen. Der älteste Ablassbrief für das Spital, 1321 in Avignon ausgestellt, nennt als Ortsangabe in der „Fleischgasse“.
Der Haupteingang lag zur Fleischstraße hin und war durch eine Mauer von der Straße abgegrenzt. Durch ein Tor gelangte man in einen Innenhof. Auf der rechten Seite des Hofes lag die Kirche, deren Chor nach Osten gerade zur Fleischstrasse hin abschloss. Die Chorwand, so zeigt eine alte Darstellung, hatte zwei Fenster. Die erste Kapelle, (1332 werden zwei Altäre geweiht) muss 1360 einem Neubau weichen. Von diesem sind noch zwei Joche erhalten und jetzt restauriert. Die eigentlichen Hospitalsgebäude, die sich hinter der Kirche anschlossen, wurden mehrmals umgebaut, zuletzt 1751–53 nach Plänen des Johannes Seiz. – Diesen Zustand zeigt das Stadtmodell im Städtischen Museum Simeonsstift. – Nach Aufhebung des Hospitals wurden um 1800 die Gebäude teils abgerissen, teils kamen sie in Privatbesitz (heute noch erhalten in den Häusern Jakobsspitälchen Nr. 2 und 3).
1806 riss man das Tor zur Fleischstraße nieder und schuf so einen (öffentlichen) Durchgang zur Metzelstrasse, der heutigen Straße Jakobsspitälchen. Zwei Ereignisse stellen das St.Jakobs-Hospital in den Zusammenhang mit der „großen“ Stadtgeschichte. Das Spital besaß um 1400 an der Ecke Hauptmarkt und Dietrichstrasse drei Häuser. Sie gingen um 1481 in den Besitz der Stadt über, die auf diesem Grund und Boden die Steipe bauen ließ. Der Hl. Jakobus, erster der vier Steipenfiguren, erinnert noch heute daran. 1559 wirkte als Wegbereiter der Reformation Caspar Olevian in Trier. Als ihm der Stadtrat das Predigen untersagte, trat er trotzdem weiter in der Kirche des Jakobusspitals auf, ohne sich um die Verbote zu kümmern.